# Currie Cup 1897
La Currie Cup de 1897 fue la cuarta edición del principal torneo de rugby provincial de Sudáfrica.
Se disputó en la ciudad de Port Elizabeth, entre cinco seleccionados provinciales, resultando campeón el equipo de Western Province.

## Sistema de disputa
El torneo se disputó en formato liga donde cada equipo se enfrentó a los equipos restantes, obteniendo 2 puntos por victoria, 1 por empate y 0 por la derrota.

## Clasificación
| Pos. | Equipo              | Encuentros | Encuentros | Encuentros | Encuentros | Tantos | Tantos | Tantos | Puntos |
| Pos. | Equipo              | PJ         | PG         | PE         | PP         | F      | C      | Dif    | Puntos |
| ---- | ------------------- | ---------- | ---------- | ---------- | ---------- | ------ | ------ | ------ | ------ |
| 1.º  | Western Province    | 4          | 4          | 0          | 0          | 62     | 0      | +62    | 8      |
| 2.º  | Transvaal           | 4          | 3          | 0          | 1          | 24     | 18     | +6     | 6      |
| 3.º  | Griqualand West     | 4          | 2          | 0          | 2          | 17     | 20     | -3     | 4      |
| 4.º  | Orange River Colony | 4          | 1          | 0          | 3          | 15     | 55     | -40    | 2      |
| 5.º  | Eastern Province    | 4          | 0          | 0          | 4          | 0      | 37     | -37    | 0      |

## Campeón
| Campeón Western Province |
| Cuarto título            |